# Makhuduthamaga
Makhudutamaga (officieel Makhudutamaga Local Municipality) is een gemeente in het Zuid-Afrikaanse district Sekhukhune.
Makhudutamaga ligt in de provincie Limpopo en telt 274.357 inwoners.

## Hoofdplaatsen
Het nationaal instituut voor de statistiek, Stats SA, deelt sinds de census 2011 deze gemeente in in 168 zogenaamde hoofdplaatsen (main place):
Apel • Bochabelo • Brooklyn • Center • Diang • Dihlabeng • Dingwane • Dinotsi • Dipakala • Diphagane • Diplaseng • Ditabeng • Emkhondweni • Flaka • Ga-Machacha • GaMaloma • GaMampana • GaMaroshi • GaMashabela • GaMohlala • GaMoloi • GaMolopane • GaMoretsela • Ga-Mosehla • GaSekale • GaSelepe • GaSeopela • Ga-Tisana • GaTshehla • Glen Cowie • Hlalanikahle • Jane Furse • Katlegong • Kgolane • Kgopane • Kgwarip • Kobe • Kolokotela • Komane • Kome • Kotsiri • Kutupu • Lebejane • Legotong • Lehlakong • Lekgwareng • Lekorong • Lekwageng • Mabintwane • Mabole • Mabopane • Madibaneng • Madisalane • Mafatle • Magabaneng • Magnetite • Magolaneng • Magoreng • Magorong • Magukubu • Mahabaneng • Mahlakane Soleng • Mahlakole • Mahlalaneng • Maila Modiketsi • Mailasegolo • Makapa • Makhuduthamaga NU • Makhutso • Makwage • Malaeneng • Malaka • Malope • Mamatsikili • Mampane • Manganeng • Mangwanyana • Manyeleti • Maololo • Maraganeng • Mare • Maretlwaneng • Marulaneng • Masakeng • Masateng • Masehlaneng • Maseleseleng • Masemola • Mashegwane • Mashilo • Mashishing • Mashwanyaneng • Maswateng • Maswiakae • Mathapisa • Mathibe • Mathibeng • Matimatjaji • Matlakatle • Matolokwale • Matshite • Matshupe • Matsoke • Mmakoshala • Mmantlanyane • Mmatsekele • Moela • Mogalabi • Mogashoa • Mogorwane • Mohake • Mohlala • Mohlarekoma • Mohwelere • Mokadi • Mokwete • Molala • Molapong • Molebeledi • Molelema • Molodi • Monsterlus • Moraledi • Moripane • Mosate • Moshate A • Moshate B • Motselope • Motsiphiri • Motsonko • Motwaneng • Mphofotse • Mtshung • Nebo • Ngaweng • Ngwaritsana • Ngwaritsi • Ntokotwane • Patantshwane • Pelindaba • Phokoane • Pitsaneng • Riverside • Sebetole • Sekale • Sekotini • Selowane • Semahlakole • Semonoko • Serageng • Setase • Setebong • Soetveld • Stocking • Takataka • Thabampje Ga Sefoka • Thabaneng • Thirathone • Thoto • Tisane • Tsatane • Tsatang • Tshehlwaneng • Tshesane • Tshopaneng • Tshukudu • Tswaing • Tswatago.